# (225088) Gonggong
(225088) Gonggong (2007 OR10) – planetoida z grupy obiektów transneptunowych. Wyjątkowo duża absolutna wielkość gwiazdowa sugeruje, że jest to jedna z największych planetoid.

## Nazwa

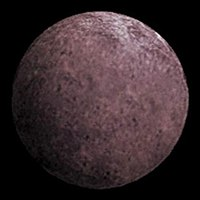
Wizja artystyczna

W czasie, gdy planetoida nie miała własnej nazwy, jej odkrywcy nieoficjalnie nazywali ją Snow White, czyli Królewna Śnieżka, co odnosiło się do rzekomego koloru jej powierzchni. Dalsze badania wykazały jednak, że powierzchnia planetoidy jest zabarwiona na czerwono.

## Odkrycie
Odkrywcami obiektu byli Megan Schwamb, Michael Brown i David Rabinowitz.

## Charakterystyka

### Orbita

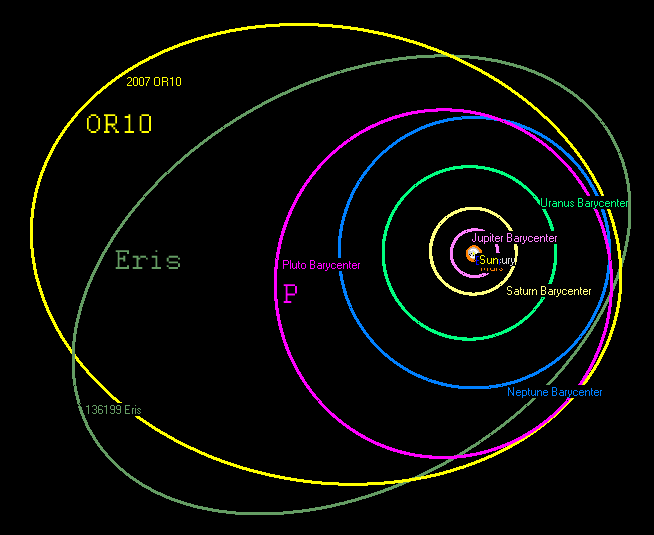
Orbity Gonggong, Eris i Plutona

Orbita (225088) Gonggong jest podobna do orbity planety karłowatej Eris. Jest ona nachylona pod kątem 30,8° do ekliptyki; posiada też duży mimośród – ok. 0,5.
Według danych z 2024 roku planetoida pozostaje w rezonansie orbitalnym 3:10 z Neptunem.

### Charakterystyka fizyczna
Według danych z 2016 roku obiekt wydawał się o wiele ciemniejszy (albedo wyznaczono na tylko 9%), a więc i większy, niż początkowo sądzono, bo jego średnica była szacowana wtedy na około 1500 km. Obecnie szacuje się, że albedo wynosi ok. 0,14, a średnica obiektu ok. 1230 km, co i tak czyni go jedną z największych odkrytych planetoid transneptunowych. Obiekt ten prawdopodobnie zostanie w przyszłości zaliczony do grona planet karłowatych. Taka średnica plasuje go na piątym miejscu wśród obiektów transneptunowych, a więc jest niewiele mniejszy od planet karłowatych (136472) Makemake i (136108) Haumea, a większy od (1) Ceres.
Planetoida ta ma na powierzchni czerwoną barwę, jednak jej widmo wykazuje obecność lodu wodnego. Ta pozorna sprzeczność może wynikać stąd, że na powierzchni planetoidy znajduje się metan, choć nie ma na to jeszcze jednoznacznych dowodów. (225088) Gonggong jest wystarczająco duża, by posiadać atmosferę oraz by jej powierzchnia została pokryta lodowym błotem zamarzającym na powierzchni, a wyrzucanym przez lokalne wulkany.

## Satelita
W 2010 roku w pobliżu planetoidy został odkryty jej księżyc, obiegający ją w odległości co najmniej 15 000 km. Dokładne parametry orbity według danych z 2016 roku nie zostały jeszcze określone. Średnica księżyca szacowana jest na ok. 180 km. Został on nazwany Xiangliu.